# Северный стрейтс
Северный стрейтс, нортерн-стрейтс (North Straits, Northern Straits Salish, Straits) — почти исчезнувший салишский язык, на котором говорят на юго-восточной вершине острова Ванкувер штата Британская Колумбия в Канаде, а также внутри к югу от островов Сан-Хуан (диалекты лумми и самиш) штата Вашингтон в США. Имеет несколько диалектов:
- Лумми (Xwlemiʼchosen, xʷləmiʔčósən [хулымиъчосын]) (†)
- Саанич (SENĆOŦEN, sənčáθən, sénəčqən [сынчасын])
- Самиш (Siʔneməš [сиънэмыш])
- Семиахму (Tah-tu-lo) (†)
- Цуке или суке (Tʼsou-ke, c̓awk) (†)
- Сонгис (Lək̓ʷəŋín̓əŋ или Lekwungen), три человека (2011)

В настоящее время почти весь народ говорит на английском языке.